# Саут-Ред-Ривер (тауншип, Миннесота)
Саут-Ред-Ривер (англ. South Red River) — тауншип в округе Китсон, Миннесота, США. На 2000 год его население составило 23 человека.

## География
По данным Бюро переписи населения США площадь тауншипа составляет 46,1 км², из которых 45,5 км² занимает суша, а 0,6 км² — вода (1,35 %).

## Демография
По данным переписи населения 2000 года здесь находились 23 человека, 8 домохозяйств и 7 семей. Плотность населения —  0,5 чел./км². На территории тауншипа расположено 11 построек со средней плотностью 0,2 построек на один квадратный километр. Расовый состав населения: 100,00 % белых.
Из 8 домохозяйств в 37,5 % воспитывались дети до 18 лет, в 87,5 % проживали супружеские пары и в 12,5 % домохозяйств проживали несемейные люди. 12,5 % домохозяйств состояли из одного человека, при том ни в одном из них не проживали одинокие пожилые люди старше 65 лет. Средний размер домохозяйства — 2,88, а семьи — 3,14 человека.
34,8 % населения — младше 18 лет, 26,1 % — от 25 до 44, 8,7 % — от 45 до 64, и _ — старше 65 лет. Средний возраст — 30 лет. На каждые 100 женщин приходилось 76,9 мужчин. На каждые 100 женщин старше 18 приходилось 114,3 мужчин.
Средний годовой доход домохозяйства составлял 41 875 долларов, а средний годовой доход семьи —  41 875 долларов. Средний доход мужчин —  25 000  долларов, в то время как у женщин — 0. Доход на душу населения составил 27 633 доллара. За чертой бедности не находились ни одна семья и ни один человек.